# هنري سميث (لاعب كرة قدم أمريكية)
هنري سميث (بالإنجليزية: Henry Smith)‏ هو لاعب كرة قدم أمريكية أمريكي، ولد في 19 يوليو 1983 في أليسفيل في الولايات المتحدة.